# Tiro al plato

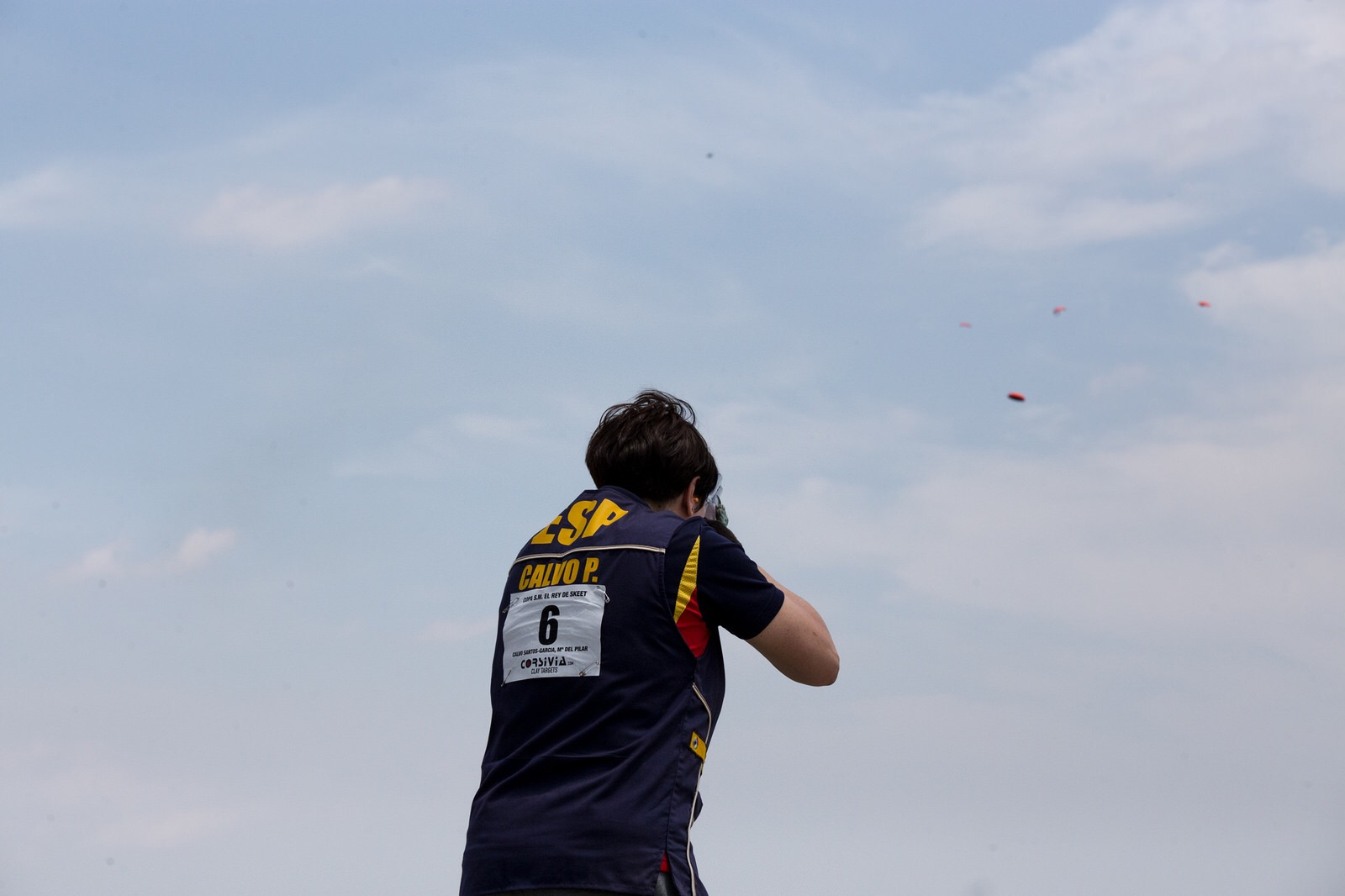
Tiro al plato.

El tiro al plato, tiro al platillo o tiro al vuelo es una de las dos modalidades del tiro deportivo y es considerado como uno de los deportes olímpicos contemporáneos. El formato moderno de este deporte se desarrolló en la década de 1920 en los Estados Unidos, donde es conocido como skeet shooting.

## Historia
La gran mayoría de los actuales tiradores comenzaron en la cacería. La necesidad del hombre de alimentarse fue aguzando su puntería y buscando cada vez blancos más específicos. La cacería entonces podría señalarse como una de las principales ramas en donde nace este deporte.
Sus inicios como deporte, aunque no están muy claros, se remontan como tiro olímpico a los Juegos  Olímpicos de Atenas 1896. En esa oportunidad se ocuparon diferentes modalidades o disciplinas como la pistola libre sobre 50 metros de distancia y pistola de velocidad a 25 metros. Según cuenta la historia, en los Juegos Olímpicos de Londres 1927 se incorporó las nuevas modalidades de arma larga, fusil, carabina y se dividieron las especialidades enteramente individuales.
Por su parte, la primera vez que se conoció en el mundo la modalidad al plato fue en Estados Unidos en 1915, específicamente en Massachusetts. Los tiradores para cambiar la variedad de ángulos se colocaron desde 12 puntos distintos con lo que se fue gestando lo que es hoy en día. Esta nueva modalidad de tiro con escopeta fue conocido como "tiro alrededor del reloj". A mediados de 1936, la circunferencia se achicó y se añadió una segunda catapulta para proporcionar ángulos de tiro adicionales.

## Competiciones

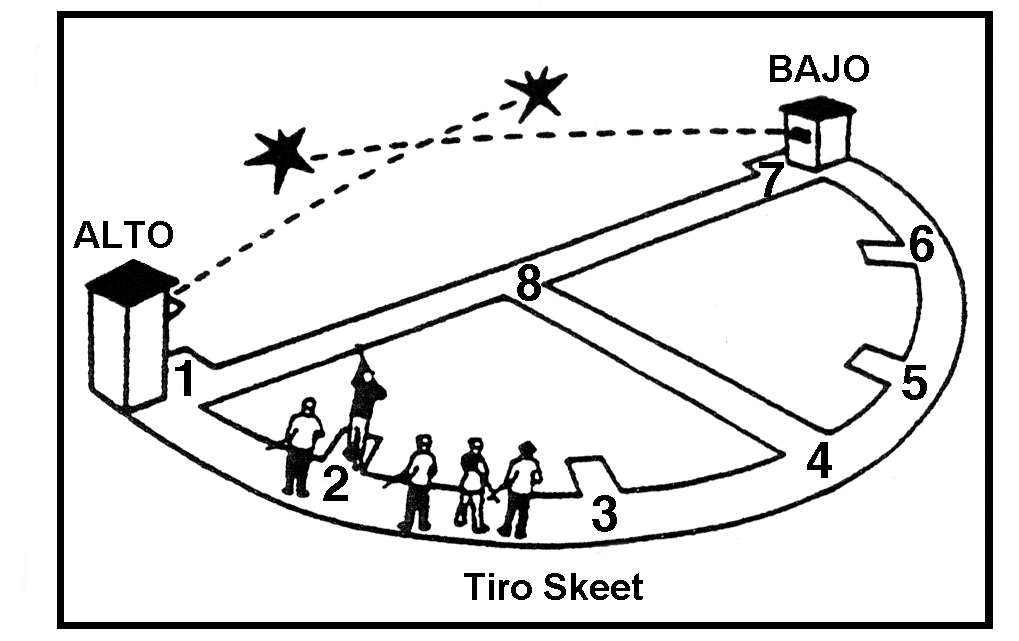
Ilustración que muestra una campo de tiro skeet.
Los números seleccionan los 8 puntos de donde se dispara.
Las torres o casetas contienen las platilleras, ubicadas a distintas alturas para dar dos ángulos de tiro.

Las modalidades de tiro al plato se dividen en dos grupos: las disciplinas olímpicas y las deportivas.
Las competiciones olímpicas son tres, el Foso Olímpico, el Doble Trap y el Skeet. Estas modalidades están presentes en los Juegos Olímpicos, siendo la más representativa el Foso Olímpico.
Las disciplinas deportivas son más numerosas y diversas, el número de platos lanzados y sus trayectorias varían de una modalidad a otra. Las más populares son el Foso Universal, el Minifoso, el Compak Sporting y los Recorridos.
En todas las disciplinas, los tiradores utilizan sus armas contra platillos de arcilla lanzados por lanzaplatos a lo largo del campo. La ubicación de las estaciones de tiro y las platilleras varía según el tipo de competencia.
El plato es de arcilla y su medida es de 11 centímetros, el cual, en las distintas modalidades, se lanza de diferentes ángulos, direcciones y velocidades.

## Descripción de algunas modalidades
En estas modalidades se compite por escuadras. Cada escuadra la forman 6 tiradores. Los cinco primeros se colocan en los puestos de tiro y el sexto pasa a situación de espera. El primer tirador pide el plato (la forma de hacerlo es libre, aunque se suele decir un simple ouh!), encarando o no el arma, dependiendo de cada modalidad y hace uno o dos disparos. Los demás tiradores repiten altenativamente esta actuación. Al final todos se desplazan un puesto a la derecha, el 5º tirador pasa al sexto puesto (de espera) y el que está en el sexto pasa a ser el primer tirador. La serie se completa cuando cada tirador ha disparado a 25 platos.
Foso Olímpico En el Foso Olímpico se utilizan tres máquinas por cada puesto de tiro (una lanza a la izquierda, otra al centro y la otra a la derecha, pero no en este orden). Cada tirador habrá pasado cada puesto 5 veces y al final de las serie en cada puesto le habrán saltado dos platos a la izquierda, uno al centro y dos a la derecha (25 platos). La competición se suele realizar a 125 platos, más las series finales a las que accederán los seis mejores clasificados de la tirada. Cada plato roto puntúa con 1 punto.
Foso Universal. Modalidad muy popular (no es olímpica). La realización es igual al Foso Olímpico excepto que en esta solo hay 5 máquinas, una por cada puesto, que lanzan en 5 direcciones diferentes, y que lanzan los platos independientemente del puesto donde este el tirador que va a realizar el tiro.
Doble Trap. Tres máquinas en cada foso disparan 2 platos simultáneamente en diferentes trayectorias. Aquí se puntúa por dobletes y obviamente cada tirador debe realizar 2 disparos (uno a cada plato).
Mini Foso Modalidad en la que solo hay una máquina. Se utiliza mucho en campos eventuales, en fiestas de algunas localidades... Aunque se suele utilizar un robot lanzaplatos, todavía se le denomina en algunos sitios "Maquinillo o Trillo (porque este se usaba para proteger a la persona que se situaba en el maquinillo para manejar el mismo.

## Objetivos vivos
En algunos países (como España) está legalizado el uso de palomas y codornices para ser abatidas.Estas últimas desde 2022 , se prohibió su uso.